# Tit Antisti
Tit Antisti (llatí: Titus Antistius) va ser un magistrat romà de la gens Antístia, una gens plebea de l'antiga Roma.
Era qüestor a Macedònia l'any 50 aC. Quan Pompeu Magne va anar a la província el 49 aC va seguir en el càrrec. Segons Ciceró, ho va fer per respecte a Pompeu i perquè els fets l'hi van obligar. Pompeu va exigir a Tit que encunyés plata per a ell. No va prendre part a la guerra i després de la batalla de Farsàlia va anar a Bitínia i es va entrevistar amb Juli Cèsar, que el va perdonar.
Va morir al seu retorn, a l'illa de Còrcira, i va deixar un patrimoni considerable. Tit Antisti es coneix gairebé exclusivament per la correspondència de Ciceró amb Luci Munaci Planc.